# Зобов, Олег Николаевич
Оле́г Никола́евич Зо́бов (23 февраля 1958 — 17 февраля 1999) — офицер Российской Армии, гвардии майор. Герой Российской Федерации.

## Биография

### Семья
Родился 23 февраля 1958 года в Даугавпилсе Латвийской ССР. Отец, Николай Александрович Зобов, в шестнадцать лет ушёл на Великую Отечественную войну добровольцем. Служил артиллеристом; первый бой принял в районе Бекетовки, что в тридцати километрах от Сталинграда, прошёл с боями территорию вплоть до Дрездена, до знаменитой встречи на Эльбе, где и встретил Победу. Кадровый военный, гвардии майор, орденоносец. После увольнения в запас работал на танковом заводе, переехал в Прибалтику, где позднее родился Олег Николаевич.

### В ранние годы
После переезда семьи в Каунас начал заниматься в парашютном клубе местного отделения ДОСААФ, стал кандидатом в мастера спорта по парашютизму. Дважды неудачно поступал в Рязанское высшее воздушно-десантное командное училище, но его курсантом стал по направлению легендарного создателя и будущего командующего ВДВ В. Ф. Маргелова, разглядевшего в срочнике настоящего офицера. Окончив училище, для дальнейшего прохождения службы направлен в 104-й гвардейский парашютно-десантный полк 76-й гвардейской воздушно-десантной дивизии (г. Псков). С марта 1986 по апрель 1988 года Олег Зобов участвовал в боевых действиях на территории Демократической Республики Афганистан. В декабре 1994 года был откомандирован в Чечню.

## Подвиг
1 января 1995 года по приказу генерала И. Бабичева, сводный батальон 237-го гвардейского парашютно-десантного полка 76-й гв.вдд, входил в Грозный со стороны Заводского района. Десантникам была поставлена задача — при минимальном количестве потерь выдвигаться к городскому железнодорожному вокзалу и добраться до попавших там в окружение батальонам 131-й майкопской мотострелковой бригады и 81-го мотострелкового полка. При движении к территории парка имени Ленина колонна втянулась в узкое пространство улицы и попала в засаду. Боевики обстреляли десантников, действуя по хорошо зарекомендовавшей себя тактике: подбивая головную машину, а затем методично обстреливая из укрытий обездвиженных российских военных.
В ходе боя снайпером был тяжело ранен командир 5-й парашютно-десантной роты 237-го полка гвардии капитан Чупрынин и гвардии ст. лейтенант Зобов принял командование над оставшимися в строю роты десантниками на себя.
Олег сам получил ранение от взорвавшегося в непосредственной близости ПТУРа, но продолжал руководить боем. Контуженный, он принял решение атаковать трёхэтажный дом, откуда вёлся огонь. Собрав вокруг себя группу бойцов, он сумел подойти к зданию вплотную. Высадив центральную дверь из гранатомёта, десантники ворвались внутрь, предварительно закидав гранатами окна и подвальное помещение. Огонь прекратился, позицию заняли почти без боя, но этих драгоценных минут хватило, чтобы оттащить на тротуар перегородивший путь подбитый танк и позволить колонне батальона продолжить движение. Гвардии старший лейтенант Зобов собрал оставшихся десантников, отдал приказ погрузить раненых и убитых на уцелевшую колёсную технику и под прикрытием брони принял решение отходить. В тот день и. о. командира роты гвардии ст. лейтенант Зобов вывел из-под обстрела 163 солдата.

### Последствия ранения и смерть
После длительного лечения в госпитале, вопреки рекомендациям врачей Олег Зобов отказался комиссоваться и в звании капитана вернулся на службу в свой полк. В полку подыскали должность поспокойнее ротной — он стал помощником начальника штаба. Но характер этого человека не позволил ему просить для себя поблажек. Каждое утро он, туго затягивая корсет, превозмогая боль, отправлялся на службу. Несмотря на частые переезды, он периодически ложился в местный гарнизонный госпиталь, в Военно-медицинскую академию на обследование или на очередной курс лечения, которое с каждым разом становилось всё более изматывающим и болезненным. Вскоре врачи поставили диагноз: лимфогранулематоз.
Всё это время его мать Мария Ильинична добивалась присвоения сыну звания Героя России, хотя он уже получил Орден Мужества. После неоднократных «списочных» представлений и личного вмешательства заместителя главы Администрации Президента России Е. В. Савостьянова все документы были оформлены, и 23 февраля 1998 года Указом Президента РФ № 186 за мужество и героизм, проявленные при выполнении специального задания, Олегу Николаевичу присвоено звание Героя России. Звезду Героя получил в госпитале из рук министра обороны Маршала России Игоря Сергеева.
17 февраля 1999 года в 5 часов утра Олег Николаевич Зобов скончался в Военном клиническом госпитале им. Н. Н. Бурденко от последствий тяжелейшего ранения, полученного им в ходе новогоднего штурма Грозного. До своего 41-летия он не дожил всего 6 дней. Похоронен с воинскими почестями на Кунцевском кладбище Москвы.

## Память
- Именем Олега Зобова назван один из переулков в городе Пскове; принято решение о присвоении его имени московской школе № 389.
- 12 августа 2001 года благодаря деятельному участию коллектива московской школы № 874 в ней появился музей-квартира, посвящённый памяти Героя России Олега Зобова[1].
- Приказом Министра обороны Российской Федерации № 212 от 10 июля 2004 года Герой России гвардии майор Зобов Олег Николаевич навечно зачислен в списки 6-й роты курсантов Рязанского высшего воздушно-десантного командного училища[2].
- 6 мая 2009 года в школе № 389 г. Москвы был открыт музей имени Зобова Олега Николаевича, в который его близкие передали личные вещи.
- Материалы из Указа Президента России № 186 от 23 февраля 1998 года:

…Вместо раненого командира роты командование принял Олег Зобов… Он также вскоре оказался тяжело ранен, но поле боя не покинул… Под огнём боевиков Зобов организовал отпор врагу… обеспечил отвод колонны автомобилей с личным составом, тем самым спас жизни более 150 человек…